# Momo Stavenuiter
Momo Stavenuiter (8 oktober 1988) is een Nederlands korfballer. Hij speelde eerst namens DVO en later namens AKC Blauw-Wit in de Korfbal League. Stavenuiter speelde ook voor het Nederlands korfbalteam. In 2017 werd hij Nederlands Kampioen veldkorfbal. In 2019 besloot hij te stoppen met korfbal, om later weer terug te keren. In seizoen 2021-2022 scoorde Stavenuiter zijn 1.000e Korfbal League goal.

## Carrière
Stavenuiter begon met korfbal bij Midlandia. Hier doorliep hij de jeugdteams.
In 2006 verruilde hij van club en sloot zich aan bij DVO uit Bennekom. Op dat moment speelde DVO in de Hoofdklasse om in 2007 terug naar de Overgangsklasse te degraderen.
In 2009 promoveerde DVO weer naar de Hoofdklasse en daar werd de ploeg in seizoen 2009-2010 2e in de Hoofdklasse B. Hierdoor plaatste DVO zich voor de nacompetitie.
In de kruisfinale won DVO in 2 wedstrijden van LDODK en plaatste zich zo voor de Hoofdklasse finale. In deze finale bleek KVS te sterk met 27-26. Hierna volgde een duel tegen de nummer 9 van de Korfbal League om alsnog promotie te bewerkstelligen. In deze wedstrijd won DVO van CKV OVVO met 17-16, waardoor het alsnog naar de Korfbal League promoveerde.
Stavenuiter maakte zijn debuut in de Korfbal League in 2010. Hij speelde 4 seizoenen bij DVO/Accountor om in 2015 over te stappen naar het Amsterdamse AKC Blauw-Wit. Met Blauw-Wit speelde hij de Korfbal League finale van 2017. Hij werd met Blauw-Wit kampioen veldkorfbal in seizoen 2016-2017.
In 2019 stopte Stavenuiter met korfbal. Op dat moment staat zijn teller op 9 seizoenen Korfbal League met 165 wedstrijden en 896 goals.
In Juni 2020 maakte Stavenuiter bekend om in seizoen 2020-2021 zich weer aan te sluiten bij Blauw-Wit.
In seizoen 2021-2022 begon Blauw-Wit in de eerste competitiefase in Poule A. Na 10 wedstrijden had de ploeg 10 punten. Hierdoor moest Blauw-Wit de competitie vervolgen in de zogenoemde degradatiepoule.
Uiteindelijk behaalde Blauw-Wit al 2 speelrondes voor het eind de veilige zone waardoor degradatie voorkomen was.
Voor Stavenuiter was dit seizoen ook individueel interessant, want gedurende het seizoen kon hij werken aan zijn totaal aantal gescoorde goals. Met nog 1 wedstrijd op het programma stond Stavenuiter op 994 goals. In de laatste wedstrijd, tegen Oost-Arnhem scoorde hij exact 6 goals, waardoor hij precies 1.000 gescoorde Korfbal League goals gescoord had in zijn loopbaan. Dit zou de laatste wedstrijd zijn van Stavenuiter.

## Erelijst
- Landskampioen veldkorfbal, 1x (2017)
- Supercup kampioen veldkorfbal, 1x (2017)
- Korfbal NK 1 tegen 1 kampioen, 1x (2019)

## Oranje
Stavenuiter maakt sinds 2012 af en toe deel uit van het Nederlands korfbalteam. Echter kwam hij slechts tot 1 officiële interland.
In maart 2019 viel Stavenuiter officieel af voor Oranje.

## NK 1-1
Op het NK 1 tegen 1 van 2019 werd Stavenuiter de kampioen.

## Nevenactiviteiten
Sinds 2017 is Momo Stavenuiter werkzaam als professioneel Beach Lifeguard voor de KNRM. Dit in de zomerperiodes op de Friese Waddeneilanden. In 2019 is hij gepromoveerd bij de KNRM tot Senior Beach Lifeguard vanwege zijn uitstekende functioneren.